# Вибори Сфатул Церій
Непрямі вибори до парламенту Молдови (так званого Сфатул Церій) відбулися в Молдові в листопаді 1917 року. Членів обирали різні з'їзди, ради, партії та професійні та етнічні організації, що існували в Бессарабії після російської революції.

## Історичне тло
5-9 листопада 1917 року Солдатська рада проголосила автономію Бессарабії та скликала для виборів представницький орган (сейм), який отримав назву Сфатул Церій. Рада встановила кількість представників, виділених до кожної організації, і встановила фіксований етнічний склад, який значно відрізнявся від того, що був зафіксований попередніми російськими імперськими переписами. Зі 150 членів сейму Сфатул Церій 105 були молдавани, 15 українці, 13 євреїв, 6 росіян, 3 болгари, 2 німці, 2 гагаузи, 1 поляк, 1 вірменин, 1 грек, 1 невідомий.

## Наслідки
Перша сесія Sfatul Țării відбулася 4 грудня 1917 року і обрав своїм президентом Йона Інкулеца.
21 грудня 1917 року Сфатул Церій обрав Кабінет Пантелеймона Ерхана (названий Радою генеральних директорів) з дев’яти членів і Пантелеймона Ерхана як Президента Ради генеральних директорів і Генерального директора з питань сільського господарства.
Після довгих переговорів 15 грудня 1917 року Сфатул Шерій проголосив Молдавську Демократичну Федеративну Республіку, президентом якої став Йон Інкулец.